# Emilio Alzugaray Goicoechea
Emilio Alzugaray Goicoechea (Pamplona, 5 de septiembre de 1880-cercanías de Toulouse, 2 de enero de 1944) fue un ingeniero militar español. Destinado en Melilla, trabajó como arquitecto en un momento de intensa actividad constructiva en la ciudad. Por su participación en el desastre de Annual sufrió juicio y pena de prisión, de la que escapó en 1923 para refugiarse en Orán. Al producirse el golpe militar del 18 de julio de 1936 estaba apartado del ejército, al que se reincorporó para tomar parte activa en la Guerra Civil, en la que destacó como comandante del sector de la Ciudad Universitaria durante la defensa de Madrid.

## Biografía
Nacido en Pamplona en 1880, el día 5 de septiembre si bien alguna fuente apunta el 5 de octubre, ingresó en 1897 en la Academia de Ingenieros de Guadalajara y obtuvo el rango de teniente el 11 de julio de 1904. Destinado a la compañía de zapadores de la Comandancia de Ceuta, fue encargado del palomar militar. En septiembre de 1906 pasó a la compañía de zapadores de la Comandancia de Melilla donde se encargó de la instalación de la radio telegráfica militar. Tuvo a su cargo los servicios de comunicación del ejército de África. En 1909 intervino en la guerra de Melilla, tras el llamado desastre del Barranco del Lobo. En 1909 se le concedió la Cruz al Mérito Militar con distintivo rojo por su actuación en los combates del Barranco del Lobo y del monte Gurugú. Ascendió a capitán en 1911.

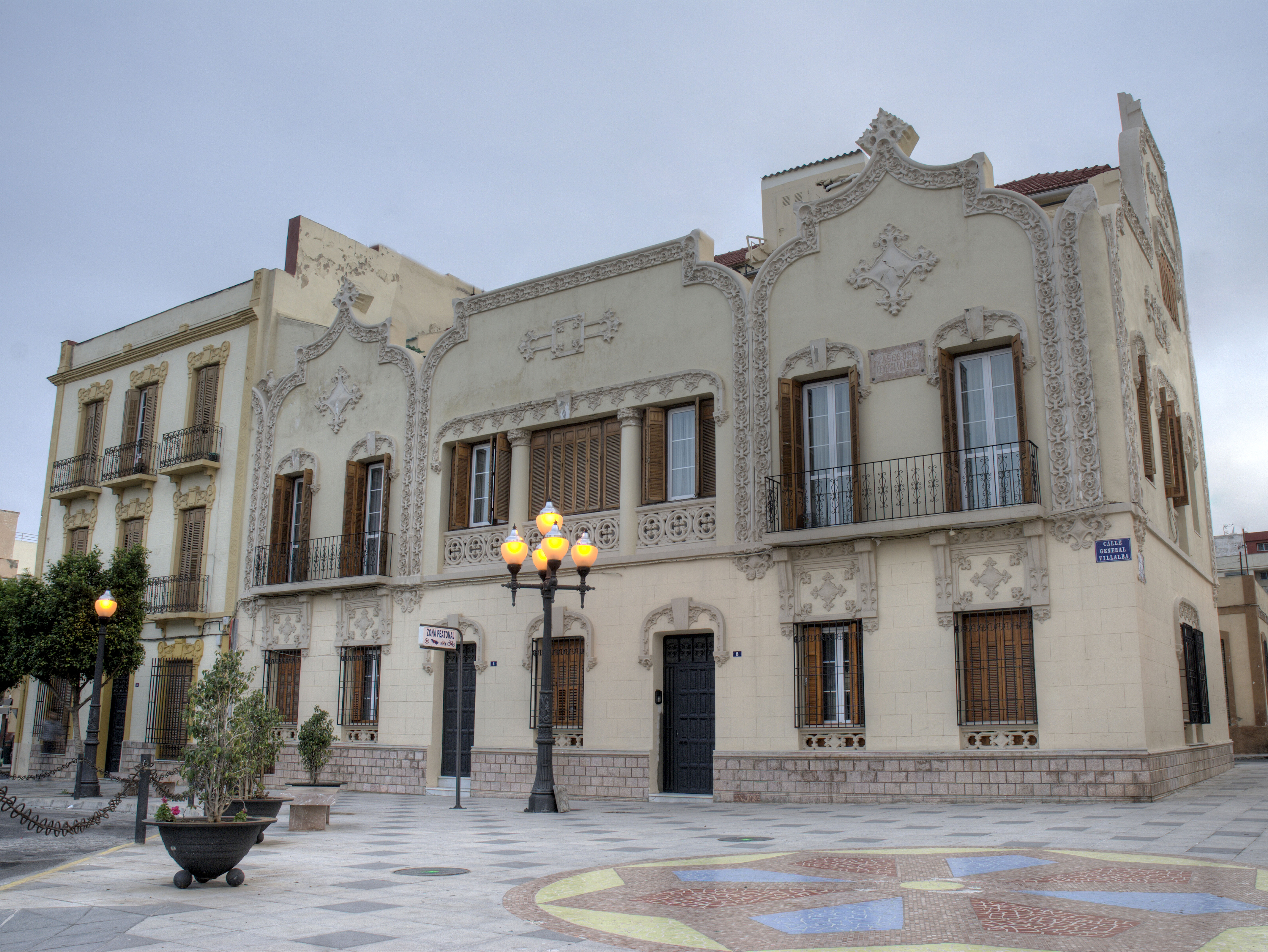
Casa de la Viuda de Samuel Salama. Calle General Villalba nº 2-4 (1914), vivienda proyectada por Alzugaray.

Asentado en la vida social melillense, ingeniero de la Junta de Arbitrios y casado con María Concepción Guijarro Jiménez, con quien tuvo tres hijos, emprendió diversas actividades económicas y se encargó de los trabajos arquitectónicos necesarios dentro de los preparativos para la visita del rey Alfonso XIII a Melilla en 1911. En 1913, al ser destinado a Valencia, pasó a situación de excedente voluntario y abandonó el servicio militar activo para poder permanecer en Melilla, dedicado a la arquitectura y la compraventa de solares. Aunque sus primeros trabajos arquitectónicos pueden enmarcarse en las corrientes clasicistas, influido por Enrique Nieto y Nieto evolucionó hacia el modernismo, estilo que va a caracterizar el perfil urbano de la ciudad en las primeras décadas del siglo XX. Como arquitecto proyectó numerosos edificios, entre los que destacan el de la calle General Aizpuru, 22 (1913), la llamada Casa de las Fieras en la calle General Polavieja, 46 (1914), la Casa de Salomón Cohen, situada en la esquina que forman la calle Cardenal Cisneros, 8 y la calle Sor Alegría, 7 (1915), la Casa de José Morely, en la calle Cardenal Cisneros, 10 (1916-1917), y el Colegio La Salle el Carmen (1917-1918). Su estilo ha sido caracterizado por Antonio Bravo Nieto «de un art nouveau ligado a las fases más decorativas del estilo» y con influencias de la sezzesion vienesa y el floralismo francés, si bien él supo mantener siempre cierta contención en medio de la maraña decorativa.
Tras reingresar en el Ejército con grado de comandante, en 1920 fue destinado al sector de Muluya, cerca de Melilla, perteneciendo al cuerpo de Ingenieros. Fue encausado en 1921 tras el desastre de Annual por negligencia en el servicio y por un delito contra el honor militar y condenado, tras la revisión de la sentencia, a veinte años y un día de prisión por la primera causa y a doce años y un día por la segunda. El 6 de agosto de 1923 huyó de la prisión del Fuerte de María Cristina de Melilla, aprovechando una visita de su mujer, vestirse con ropa de civil y salir por la puerta principal junto con otros visitantes, fijando su residencia primero en Orán y luego en Casablanca. En 1931, con el advenimiento de la República, solicitó revisión de la pena y la reincorporación al ejército, sin éxito.
Al producirse el estallido de la guerra civil se encontraba en Marruecos trabajando como ingeniero. En agosto de 1936 alcanzó la zona republicana y se presentó en Madrid, donde logró ser readmitido en el ejército. El 29 de septiembre se decreta su reincorporación como comandante de Ingenieros; el 22 de octubre ascendió a teniente coronel y el 4 de noviembre a coronel. En el otoño de 1936, durante las operaciones de la defensa de Madrid, se puso al mando de las milicias vascas antifascistas.  El general Miaja le puso al mando de las reservas situadas en el puente de Toledo que apoyaban a las columnas de Mena, Escobar y Prada, defensoras de los accesos a Madrid por las carreteras de Extremadura, Carabanchel y Toledo. El 10 de noviembre recibe el mando del Sector Centro de la Defensa de Madrid (desde la Casa de Campo a Vallecas). El día 21 de noviembre, y tras haber recibido la orden directa de Azaña y de Miaja de desarmar a la Columna Durruti, cayó gravemente herido en el frente de la Ciudad Universitaria en circunstancias no aclaradas, ya que, al parecer, los proyectiles que le alcanzaron en piernas y abdomen venían de las líneas republicanas. Acciones como la de desarmar a la columna Durruti y tener en su Estado Mayor sólo a profesionales, hizo que las fuerzas de izquierdas se opusieran a él, siendo Lister y Modesto muy críticos. Posteriormente mandó varias unidades como la 7.ª División (desde el 16 de febrero de 1937) y el II Cuerpo de Ejército (oficialmente desde el 14 de marzo de 1937, aunque llevaba ya un tiempo ejerciendo interinamente hasta el 22 de octubre de 1937). Ascendió a teniente coronel el 22 de octubre de 1937, ocupando también puestos de Estado Mayor. Acusado de deslealtad, fue absuelto, siendo entonces nombrado jefe de Municionamiento y Fortificaciones en Barcelona, un puesto irrelevante. Durante el resto de la contienda no volvió a ocupar cargos de importancia y se desconoce su trayectoria.
Tras la caída de Cataluña se exilió en Francia. Establecido en Perpiñán, en 1940 entró en contacto con el servicio de inteligencia británico. Detenido por la Gestapo en 1943, fue trasladado a París donde, por medio de torturas y coacciones, el coronel Boemelburg, jefe de la policía secreta en la capital francesa, logró atraerlo a su causa. Convertido en colaboracionista o agente doble fue enviado de vuelta a la Francia ocupada donde se puso a las órdenes de Messak, jefe de la Gestapo en Marsella y Perpiñán. El 2 de enero de 1944, a pocos kilómetros de Toulouse, en el "carrefour de Monges", un convoy en el que viajaban Messak y Alzugaray fue atacado por un comando de la Resistencia francesa y en el tiroteo ambos resultaron muertos. Fue enterrado en el cementerio de Deyme.

### Obras

#### Académicas

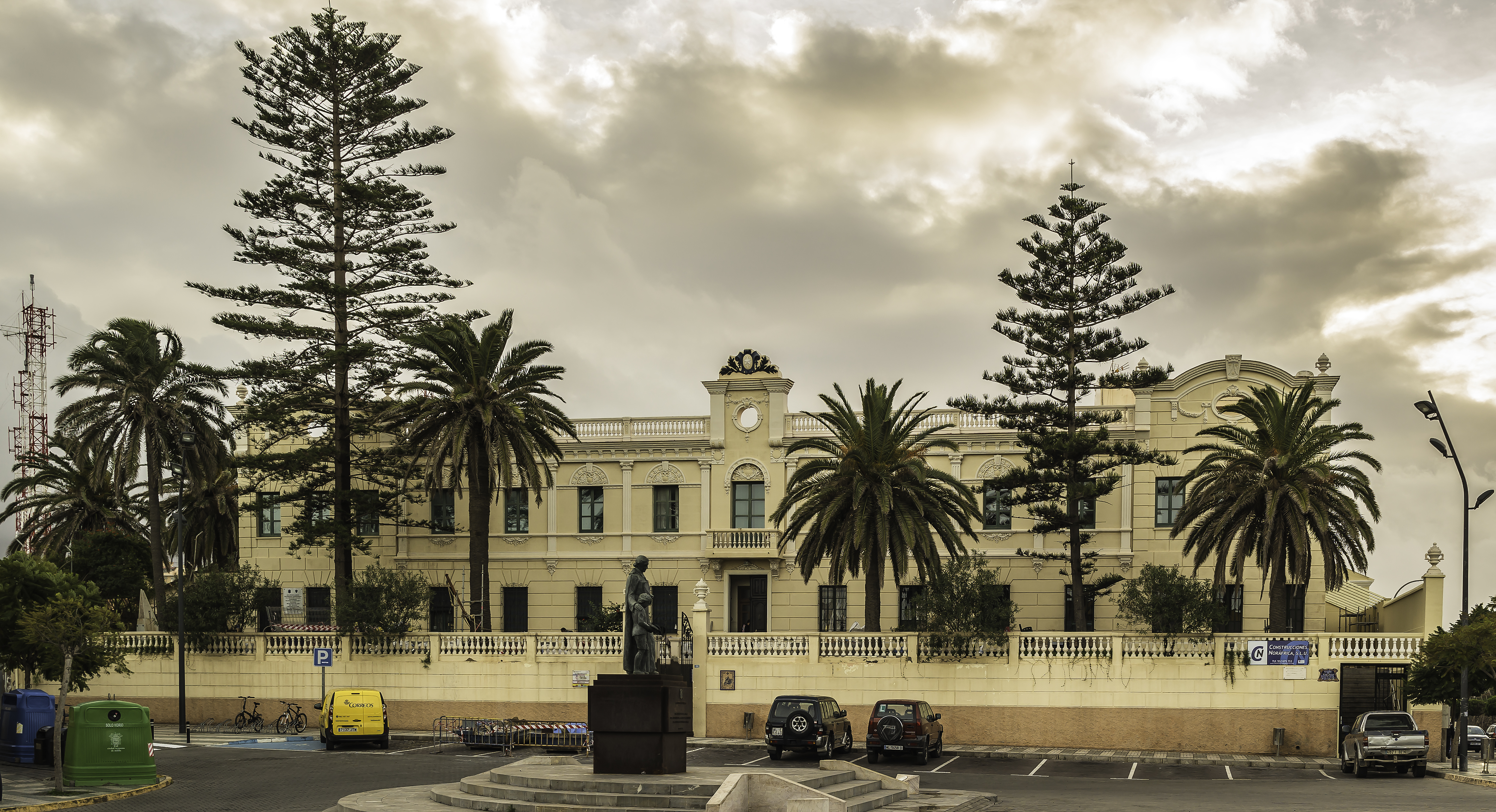
Colegio de los Hermanos de las Escuelas Cristianas
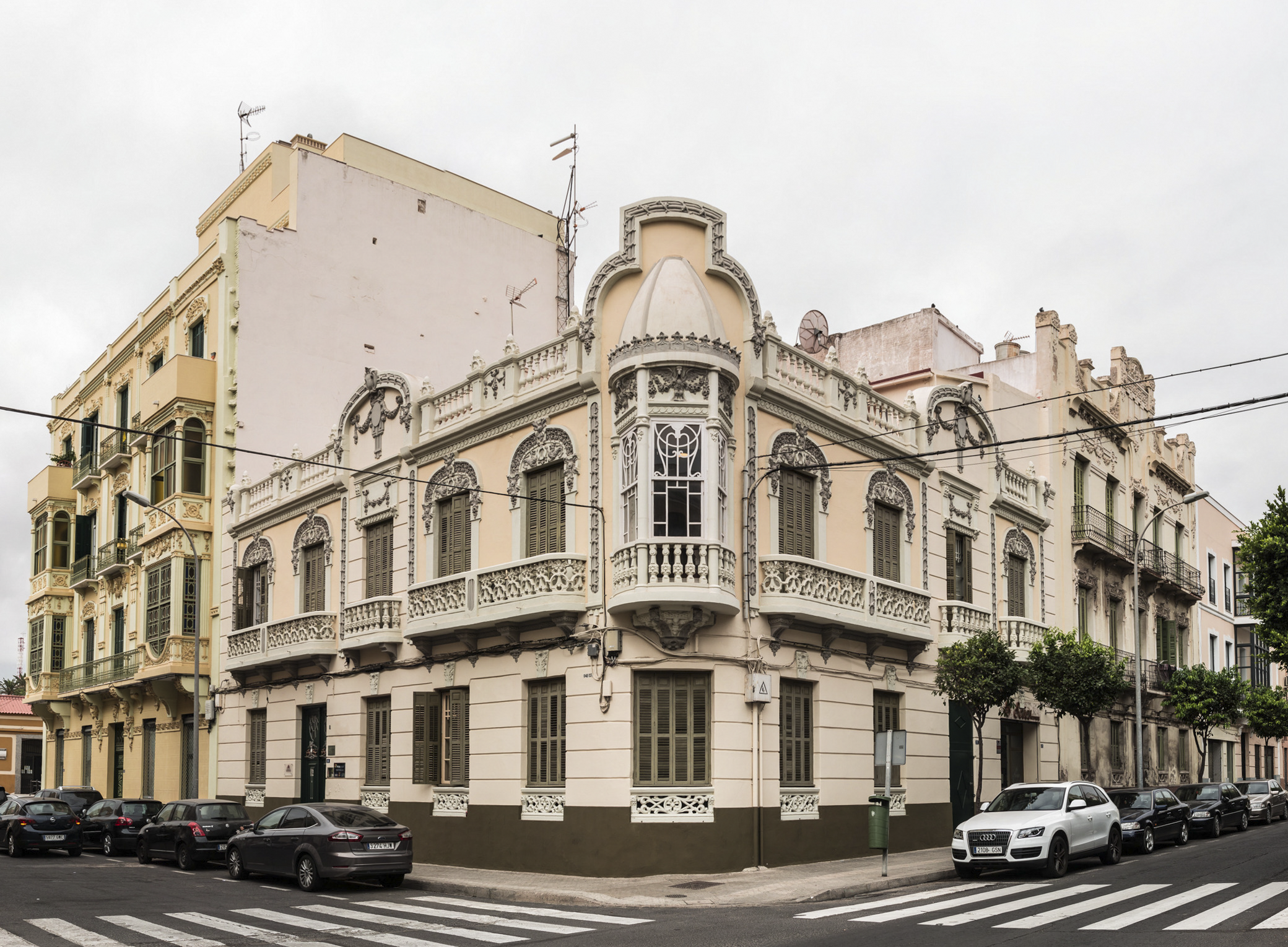
Casa de Salomón Cohen
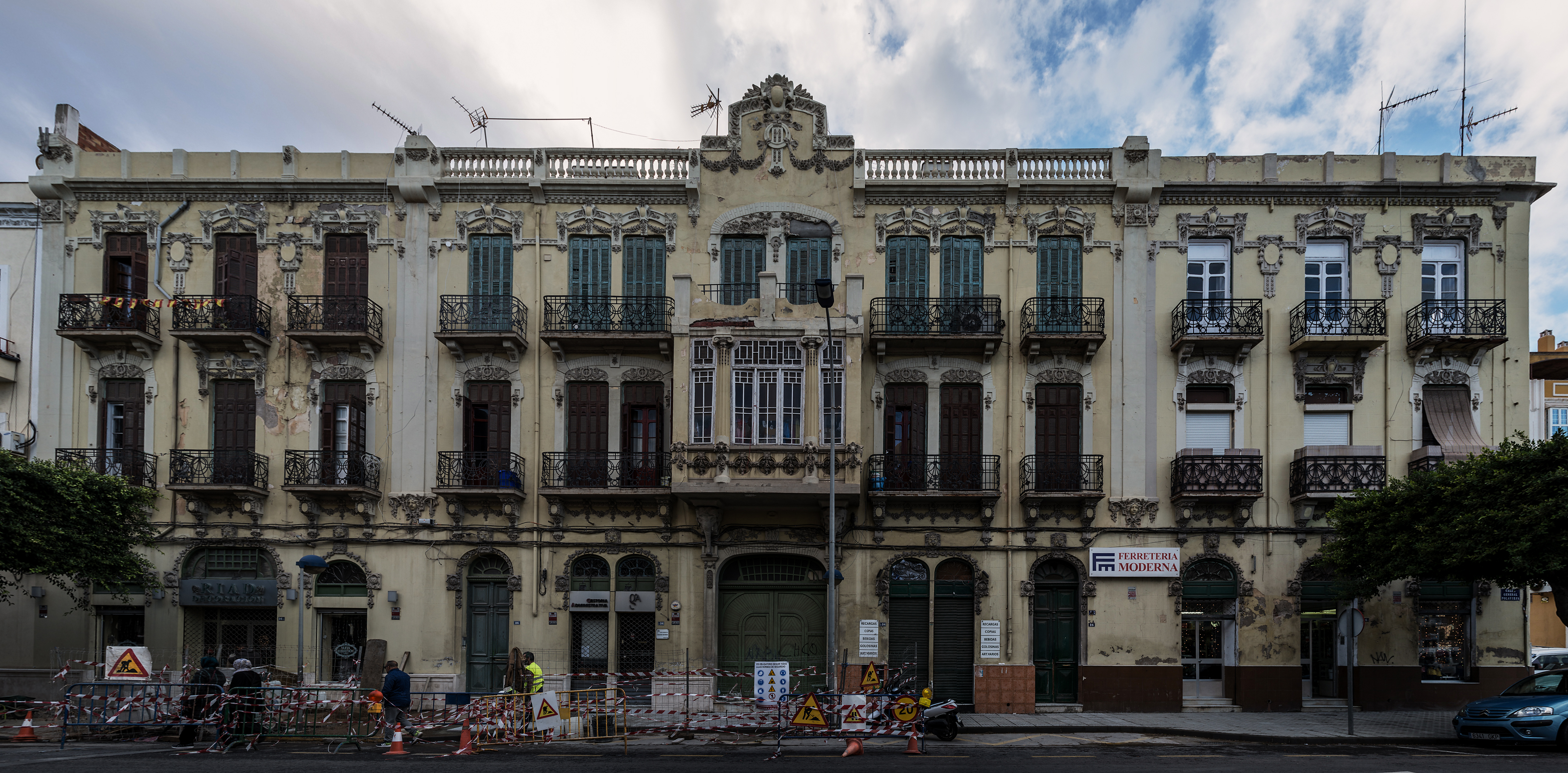
Casa de las Fieras
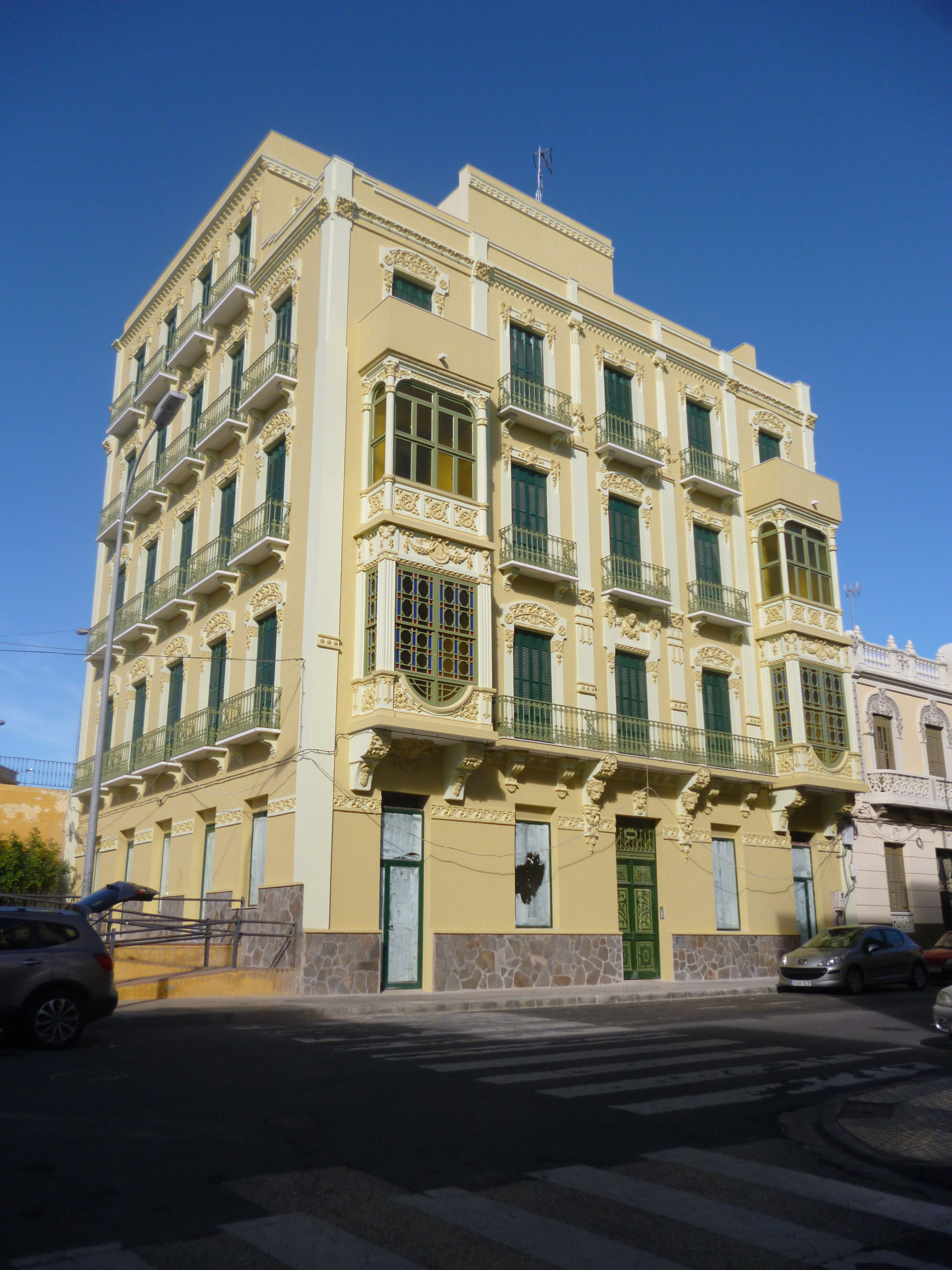
, (1916-1918), la Casa de José Morely
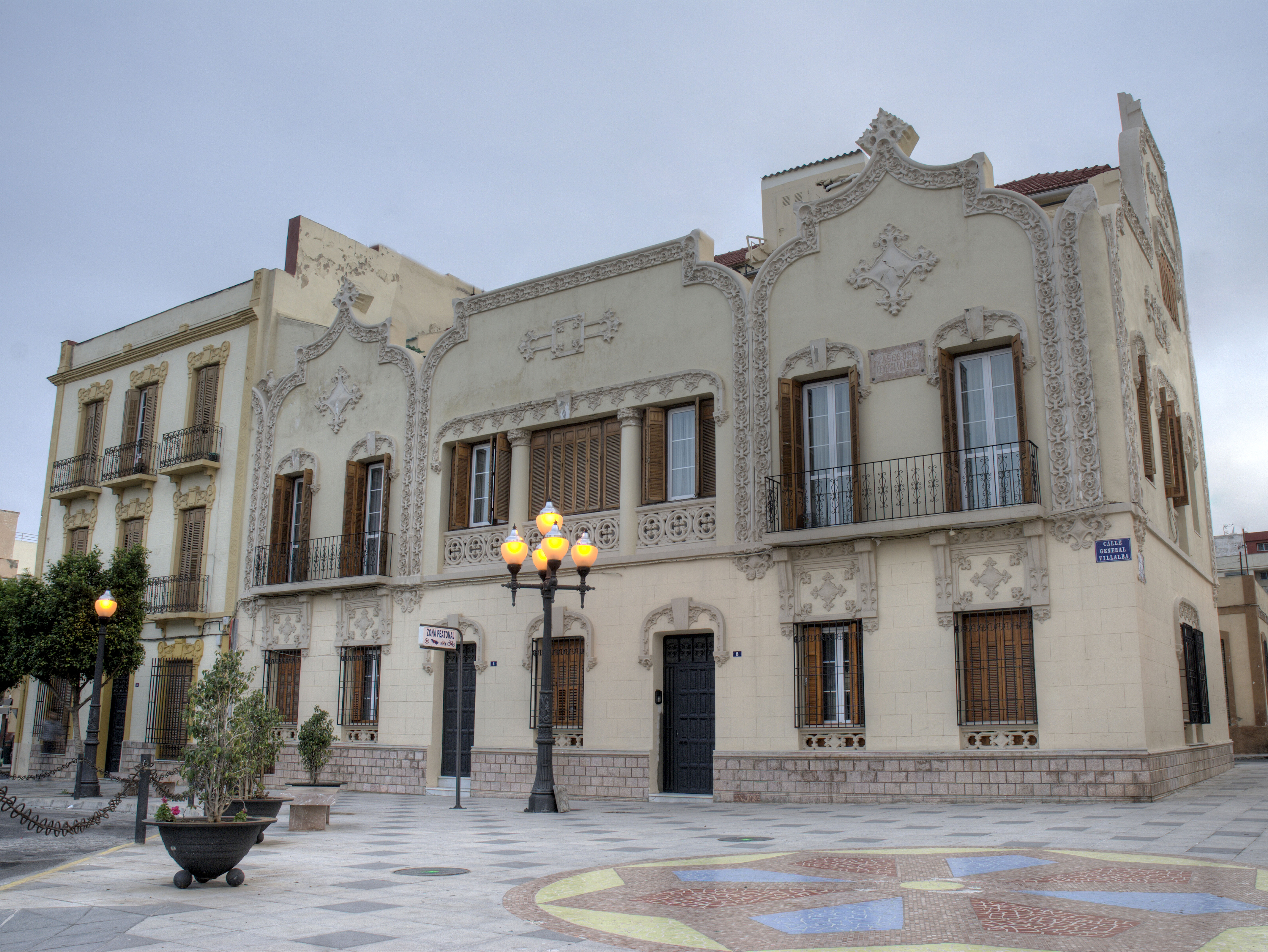
Casa de la Viuda de Samuel Salama
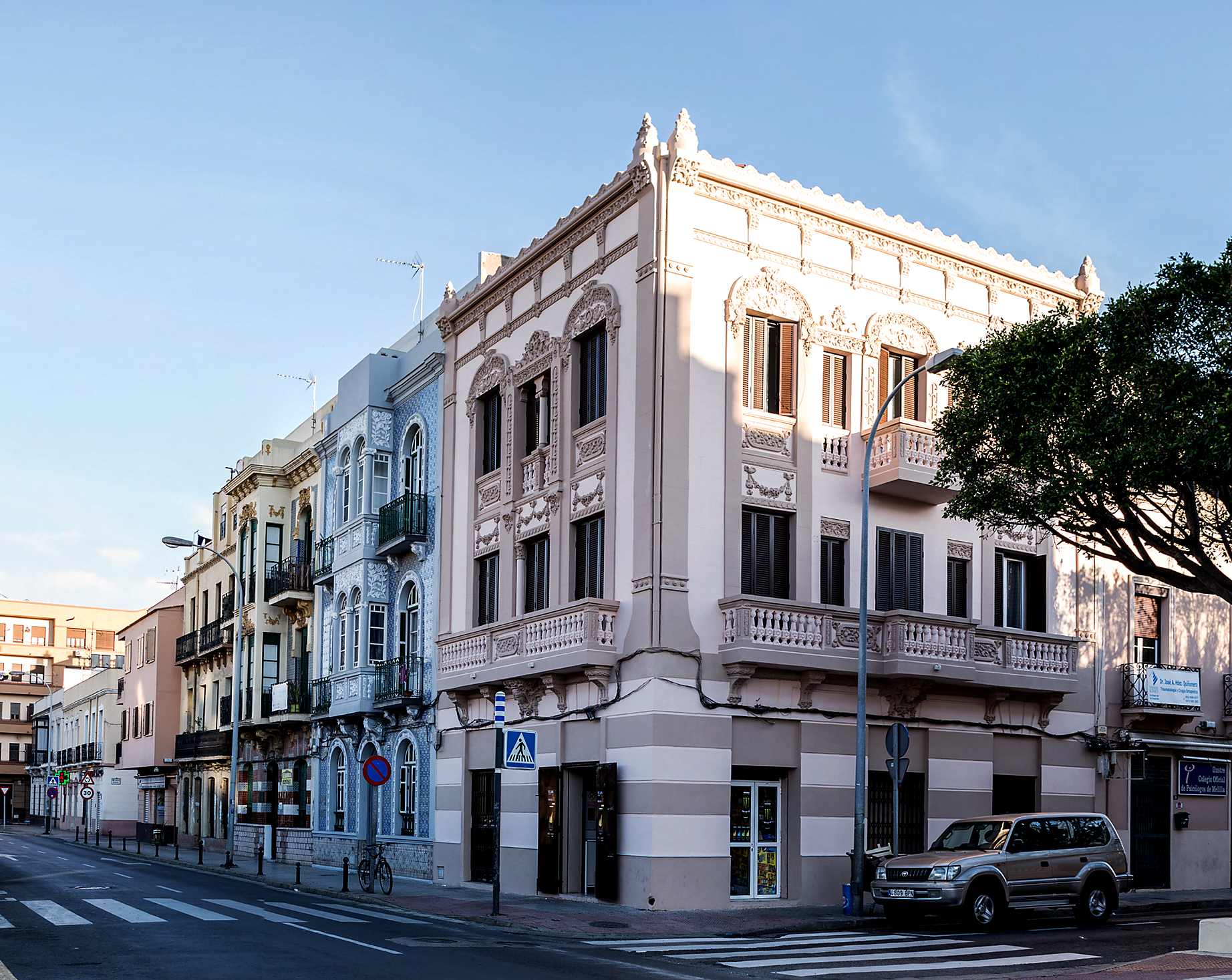
Casa de Argos
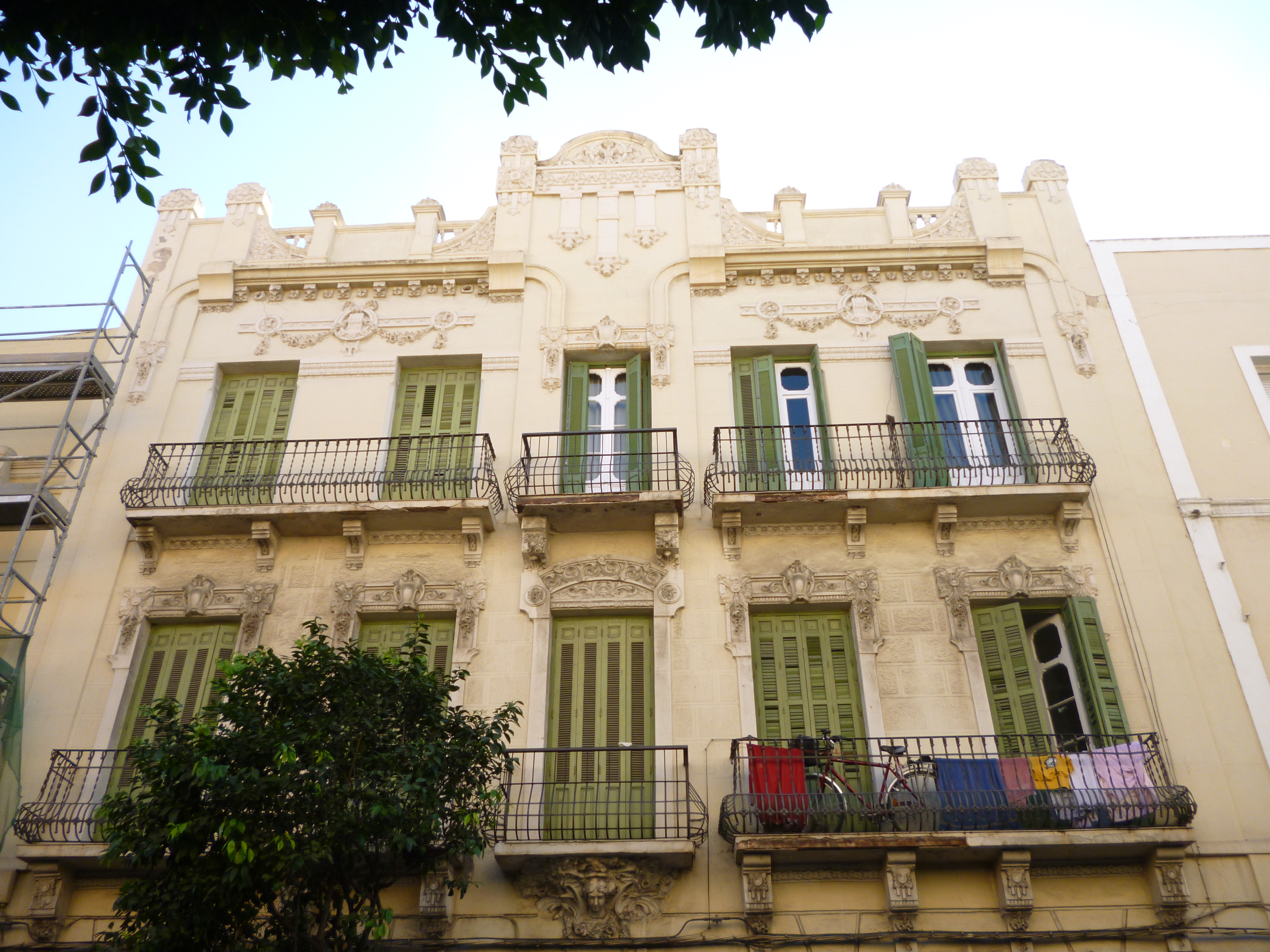
Casa de Francisco Bueno

Característica propia del ingeniero militar Emilio Alzugaray, la Casa de las Fieras (1914), la Casa de Salomón Cohen (1915) ,la Dirección Territorial de Educación (1915) el Colegio de los Hermanos de las Escuelas Cristianas, actual Colegio La Salle el Carmen, (1916-1918), la Casa de José Morely (1916-1917), la Casa de Francisco Bueno (1917), la Casa de la Viuda de Samuel Salama (1916) y la Casa de Argos (1916).